# Angelos Akotantos
Angelos Akotantos (in greco medievale: Άγγελος Ακοτάντος; ... – Candia, 1450) è stato un pittore greco e agiografo.

## Biografia
Angelos Akotantos visse e lavorò a Candia sull'isola di Creta, allora parte della Repubblica di Venezia. Fu il primo agiografo di firmare il suo nome sulle sue icone, scrivendo in greco: “Χειρ Αγγέλου”, che significa "Per mano di Angelos".

La maggior parte della vita di Akotantos proviene dal suo testamento scritto nel 1436, che ora si trova nell'Archivio di Stato di Venezia. Akotantos ha dipinto le icone di San Fanurio che è raffigurato mentre uccidere un drago. 
Angelos Akotantos , che fino a poco tempo fa era ritenuto un pittore di stile conservativo del XVI secolo, è oggi, dopo la scoperta di un dipinto firmato e datato 1457, si evince che era invece un innovativo artista quattrocentesco che tra i primi fuse gli stili orientali e occidentali in quello che verrà riconosciuto come la Scuola cretese. Dal 1457 infatti si datava l'inizio di questo nuovo stile con molte icone presenti sia in chiese cattoliche che ortodosse e la loro presenza è ben documentata. È il più importante pittore greco della prima metà del XV secolo, quando il centro di arte bizantina si è trasferito dalla capitale del Romano d'Oriente, Costantinopoli caduta in mano ai turchi nel 1453 a Candia la capitale di Creta.